# 庫克斯斯普林斯 (阿拉巴馬州)
庫克斯斯普林斯（英語：Cooks Springs）是一個位於美國阿拉巴馬州聖克萊爾縣的非建制地區。該地的面積和人口皆未知。

## 地理
庫克斯斯普林斯的座標為33°35′24″N 86°23′40″W / 33.59000°N 86.39444°W，而該地的平均海拔高度為165米（即541英尺）。